# Sakk-Oscar-díj
A sakk-Oscar-díj olyan díj, amit 1967–2013 között évente ítéltek oda az év legjobb teljesítményt nyújtó sakkozójának. A díj elnyerőjét nagymestereket is magába foglaló nemzetközi sakkszakértői testület választotta ki.
A díj „Az elragadtatott vándor” című bronz szobrocska.
A sakk-Oscart először 1967-ben adományozták, akkor még a sakkeseményekre akkreditált újságírók ítélték oda a legjobbnak tartott nagymesternek. Adományozása 1988-ban megszakadt, de 1995-től folytatódott. A 64 című orosz sakkmagazin szervezte. 2014 óta nem hirdettek díjazottat.
Egy személy több alkalommal is megkaphatta. Tíz sakkozó nyert Sakk Oscar-díjat, a legtöbbször (tizenegyszer) Garri Kaszparov.

## Elnyerői
| Év      | Játékos               | Ország |
| ------- | --------------------- | ------ |
| 1967    | Bent Larsen           | DEN    |
| 1968    | Borisz Szpasszkij     | URS    |
| 1969    | Borisz Szpasszkij     | URS    |
| 1970    | Bobby Fischer         | USA    |
| 1971    | Bobby Fischer         | USA    |
| 1972    | Bobby Fischer         | USA    |
| 1973    | Anatolij Karpov       | URS    |
| 1974    | Anatolij Karpov       | URS    |
| 1975    | Anatolij Karpov       | URS    |
| 1976    | Anatolij Karpov       | URS    |
| 1977    | Anatolij Karpov       | URS    |
| 1978    | Viktor Korcsnoj       | CHE    |
| 1979    | Anatolij Karpov       | URS    |
| 1980    | Anatolij Karpov       | URS    |
| 1981    | Anatolij Karpov       | URS    |
| 1982    | Garri Kaszparov       | URS    |
| 1983    | Garri Kaszparov       | URS    |
| 1984    | Anatolij Karpov       | URS    |
| 1985    | Garri Kaszparov       | URS    |
| 1986    | Garri Kaszparov       | URS    |
| 1987    | Garri Kaszparov       | URS    |
| 1988    | Garri Kaszparov       | URS    |
| 1989–94 | nem adtak ki díjat    |        |
| 1995    | Garri Kaszparov       | RUS    |
| 1996    | Garri Kaszparov       | RUS    |
| 1997    | Visuvanádan Ánand     | IND    |
| 1998    | Visuvanádan Ánand     | IND    |
| 1999    | Garri Kaszparov       | RUS    |
| 2000    | Vlagyimir Kramnyik    | RUS    |
| 2001    | Garri Kaszparov[1]    | RUS    |
| 2002    | Garri Kaszparov       | RUS    |
| 2003    | Visuvanádan Ánand[2]  | IND    |
| 2004    | Visuvanádan Ánand     | IND    |
| 2005    | Veszelin Topalov      | BUL    |
| 2006    | Vlagyimir Kramnyik[3] | RUS    |
| 2007    | Visuvanádan Ánand[4]  | IND    |
| 2008    | Visuvanádan Ánand[5]  | IND    |
| 2009    | Magnus Carlsen[6]     | NOR    |
| 2010    | Magnus Carlsen[7]     | NOR    |
| 2011    | Magnus Carlsen[8]     | NOR    |
| 2012    | Magnus Carlsen        | NOR    |
| 2013    | Magnus Carlsen        | NOR    |

## Személyenként
| Játékos                        | Ország        | Győzelmek |
| ------------------------------ | ------------- | --------- |
| Garri Kimovics Kaszparov       | URS, majd RUS | 11        |
| Anatolij Jevgenyjevics Karpov  | URS           | 9         |
| Visuvanádan Ánand              | IND           | 6         |
| Magnus Carlsen                 | NOR           | 5         |
| Bobby Fischer                  | USA           | 3         |
| Borisz Vasziljevics Szpasszkij | URS           | 2         |
| Vlagyimir Boriszovics Kramnyik | RUS           | 2         |
| Bent Larsen                    | DEN           | 1         |
| Viktor Lvovics Korcsnoj        | CHE           | 1         |
| Veszelin Topalov               | BUL           | 1         |

## Országonként
| Ország | Győzelem |
| ------ | -------- |
| URS    | 17       |
| RUS    | 7        |
| IND    | 6        |
| NOR    | 5        |
| USA    | 3        |
| BUL    | 1        |
| DEN    | 1        |
| CHE    | 1        |

## Női díjasok
1982–1988 között, majd 1995-től a nők számára külön is adományoztak Sakk-Oscart. A díjazottak:
| Év       | Játékos                                      | Ország |
| -------- | -------------------------------------------- | ------ |
| 1982     | Nona Gaprindasvili                           | URS    |
| 1983     | Pia Cramling                                 | SWE    |
| 1984     | Maia Csiburdanidze                           | URS    |
| 1985     | Maia Csiburdanidze                           | URS    |
| 1986     | Maia Csiburdanidze                           | URS    |
| 1987     | Maia Csiburdanidze                           | URS    |
| 1988     | Polgár Judit                                 | HUN    |
| 1989[9]  | Polgár Judit                                 | HUN    |
| 1990[9]  | Polgár Judit                                 | HUN    |
| 1995     | Polgár Judit Polgár Zsuzsa Polgár Zsófia[10] | HUN    |
| 1996     | Polgár Judit[11]                             | HUN    |
| 2000     | Polgár Judit[12]                             | HUN    |
| 2001[13] | Polgár Judit[14]                             | HUN    |
| 2001     | Polgár Judit[15]                             | HUN    |
| 2002     | Polgár Judit[16]                             | HUN    |

## Fordítás
- Ez a szócikk részben vagy egészben  a   Chess Oscar című angol Wikipédia-szócikk fordításán alapul.  Az eredeti cikk szerkesztőit annak laptörténete sorolja fel. Ez a jelzés csupán a megfogalmazás eredetét és a szerzői jogokat jelzi, nem szolgál a cikkben szereplő információk forrásmegjelöléseként.